# Белтлайн
Белтлайн — центральный микрорайон города Калгари, Канада. Он находится к югу от центра города Калгари, между канадской Тихоокеанской железной дорогой на севере и Южным 17-им Авеню на юге, между 14-й Западной улицей на западе и рекой Эльбоу на востоке. Первый микрорайон назвал Артур, герцог Коннаутский в 1905 году, а второй назвал Великобританую Королеву Викторию к 1914 году. Оба микрорайоны сливались и утверждали план перерасвёртывании утверждал к 2003 году.
Население Белтлайна к 2007 году — 18 000.

## Демография
В ходе муниципальной переписи населения города Калгари в 2018 году население Белтлайна составляло 24 887 человек, проживающих в 18 029 жилых помещениях, что на 1668 человек больше, чем в 2017 году, когда население составляло 23 219 человек. Площадь суши составляла 2,9 км². Плотность города на 2018 год была 8,580/км². Это сделало Белтлайн самым быстрорастущим районом в 2018 году.
Белтлайн — один из самых густонаселенных районов города, однако из-за значительной неосвоенности земель в районе парка Виктория, общий показатель плотности населения имеет тенденцию к занижению фактической плотности населения развитых регионов.

## Образование
В Белтлайне расположены две государственные школы: общественная школа Коннота и общественная школа Виктории. Западная канадская Средняя школа расположена вдоль границы общины на 17-й авеню. В одном квартале от Белтлайна находится Средняя школа Святой Марии, которая открыта для большинства римско-католических старшеклассников в этом районе.

## Социальные вопросы
С новой активизацией деятельности в районе Белтлайна обосновывается ряд групп населения со средним и высоким уровнем дохода из-за непосредственной близости к центру города. Однако жители с низкими доходами по-прежнему составляют значительную долю населения (28,3 % в 2001).
В Белтлайне есть много плохо ухоженных и ветхих зданий с низкой арендной платой. Большая часть парка Виктория в частности находится в плохом состоянии из-за решения города ограничить застройку на землях, необходимых для расширения Калгари. Владельцы этой земли, как правило, не были заинтересованы в улучшении зданий. В результате многие, казалось бы, заброшенные здания были незаконно заселены скваттерами.
Средний доход домохозяйства в 2005 году составил 43 087 $ (по сравнению со средним показателем по Калгари в 67 283 $). Иммигранты составляли 31,3 % жителей в 2006 году, это сопоставимо с иммигрантским населением 24,8 % в Калгари в целом. Большинство зданий (95,8 %) — это квартиры. 70,9 % жилых помещений в 2006 году использовались для сдачи в аренду.

## Микрорайонные местности
- Прибрежная Местность
- 17-е Авеню
- Средний Город
- Коннаут
- Виктория Парк

## Реконструкция
План реконструкции Белтлайна утверждён муниципальным советом Калгари в 2006 году. Многие новостройки уже воздвигаются в Белтлайне.